# Cornello dei Tasso
Cornello dei Tasso è una frazione del comune di Camerata Cornello, in provincia di Bergamo. Situato nella Val Brembana, è tra i borghi più caratteristici ed i meglio conservati della Lombardia grazie all'isolamento che vissuto negli ultimi secoli, ma anche ad un recente intervento di recupero. È raggiungibile solo a piedi, dal capoluogo comunale Camerata Cornello poco discosto, da cui dista circa 2 km e fa parte de I borghi più belli d'Italia. La frazione, luogo di origine dell'importante famiglia dei Tasso, che dal XV secolo ebbe un ruolo fondamentale nella diffusione del sistema postale in Europa, e dalla famiglia ne prende il nome.

## Storia

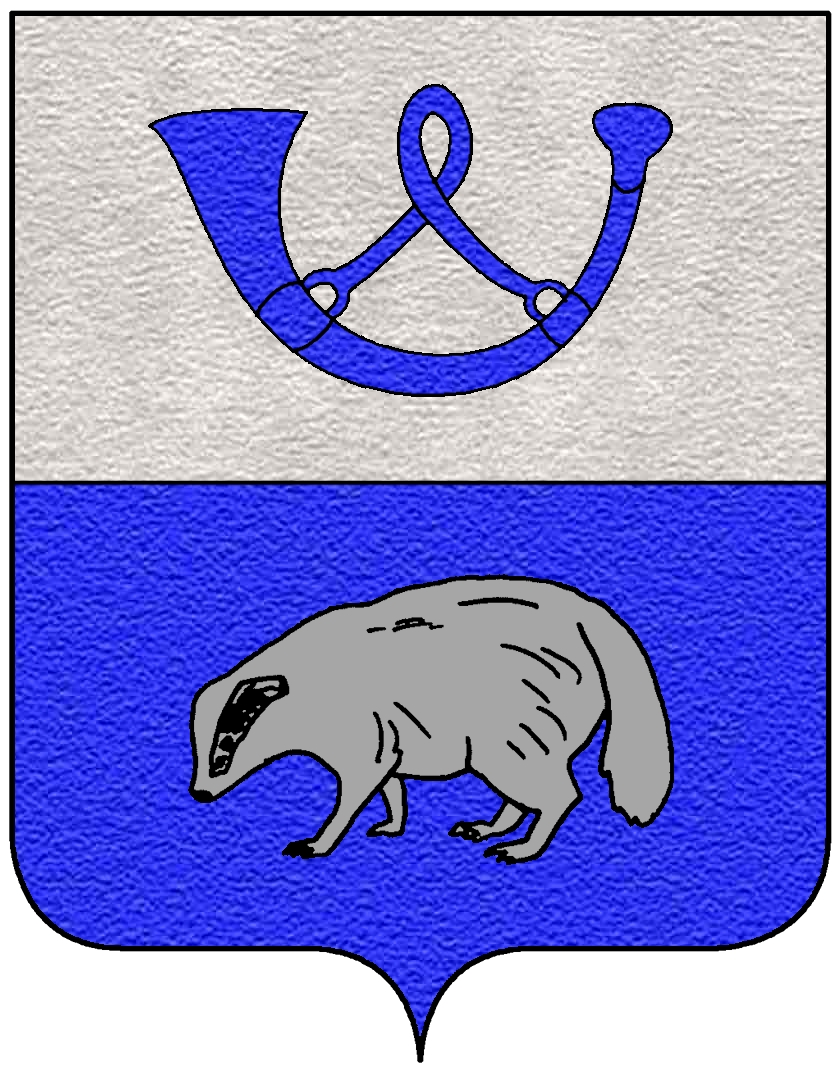
Stemma dei Tasso

Il nome “Cornello dei Tazzis” risulta inserito in un atto del 14 gennaio 1332, rogato dal notaio Guarisco de Panizzoli di Zogno. Il documento cita: “in territorio de S.Pietro de Ortio ibi ubi dicitur in Cornello de Tazzid, ad domun habitationis Benedicti, Ferrarius de Tazzus”. Secondo lo storico Donato Calvi nel suo Effemeride Sagro Profana di quanto di memorabile sia successo in Bergamo sua Diocesi et Territorio alla data del 3 gennaio 1452 fu visitata da Federico II.
La piccola contrada ha una storia legata al commercio e alla via Mercatorum che era il passaggio commerciale dei prodotti che dalla Valtellina si collegavano con la val Brembana. Questo importante collegamento ha dato alla frazione un certo rilievo anche per aver dato i natali all'importante famiglia Tassi.
La nuova via Priula che aveva un percorso sul fondo valle, costruita nel 1592 voluta dal podestà di Bergamo Alvise Priuli, ha isolato il territorio che ha subito un grave periodo di declino. Questo ha permesso il mantenimento integro degli edifici e delle strade che sono in ciottolato di pietra, e l'impianto urbano che si sviluppa su quattro piani istituiti nel tempo.

La decadenza della località venne descritta anche dagli storici. Scrisse Giovanni Maironi da Ponte
(Giovanni maironi da Ponte - 1819)

Anche lo scrittore e poeta di Zogno Alberto Astori nel 1844 scrisse:
(Alberto Astori)
 Mentre l'abate Girolamo Figini ben descrisse la povertà del luogo: 
(Girolamo Figino - Palazzi, Monumenti e ricordi Tassiani dal secolo XIII sino al presente in Bergamo e Provincia- 1899)
La notorietà della famiglia Tasso non fu però dimenticata venne infatti richiesto da Antonio Tiraboschi nel 1882 la creazione di un monumento dedicato alla famiglia, e nel 1886 l'amministrazione pose una lapide sulle antiche tracce del palazzo della famiglia. L'attenzione alla località però venne nella prima metà del Novecento con l'architetto Luigi Angelini che promosse attraverso la Comunità Montana Valle Brembana la valorizzazione dell'impianto urbano e storico della frazione.
La dinastia principesca dei Thurn und Taxis è tuttora una nobile ed importante famiglia tedesca, di origine italiana (i Tasso, originari di Cornello: assunsero già a partire dal Quattrocento un ruolo fondamentale nella diffusione del sistema postale in Europa e tale funzione perdurò sino a tutto il XVIII secolo.

## Descrizione
Si accede all'abitato attraverso una antica mulattiera che conduce a un avamposto composto da una porta ad androne, con due archi di accesso in uscita e in entrata. 
La località si sviluppa su più livelli, assumendo l'aspetto definito tra il Quattrocento e il Settecento, sotto la dominazione della Serenissima. 
La frazione è posta su di uno sperone roccioso e si sviluppa su quattro altezze. Quella inferiore presenta una serie di fabbricati disposti orizzontalmente, che sono a precipizio sul fiume Brembo corrispondenti alla parte più antica, quella che originariamente ospitava le mura di cui rimane qualche traccia. Qui vi sono resti dell'antico palazzo Tasso.
Segue la parte con il porticato di circa 100 metri, che era il passaggio della via Mercatorum, e si presenta con il soffitto in travi di legno e grandi arcate a tutto sesto in pietra e rappresenta la parte più significativa della località. Il porticato ospita alcune attività commerciali nella parte a nord, e i locali delle antiche scuderie, nell'antichità la parte più importante. 
Seguono sul terzo livello, che si sviluppa su di una via meno compatta delle precedenti con alcune abitazioni, di cui alcune con un impianto architettonico molto semplice, ma vi sono anche palazzi di un certo pregio. 
La frazione termina con la parte superiore, più a nord, con la presenza dell'antica chiesa dedicata a sant'Antonio di Padova che per i valligiani è conosciuta con l'intitolazione ai santi Cornelio e Cipriano. 
L'antico palazzo Tasso, di proprietà dell'antica famiglia, che si trova spostato dall'urbano le cui poche tracce dell'originaria struttura sono state recuperate grazie all'impegno dell'amministrazione provinciale.
Il borgo terminava on le due piccoli borghi detti del Mulino e del Torchio con le strade che li collegavano che ne riportano il medesimo nome, ma di cui rimangono a testimonianza solo pochi ruderi, anche se inseriti nelle mappe del catasto urbano austriaco.

## Monumenti e luoghi d'interesse
Rovine dell'antico Palazzo Tasso
Dell'antico palazzo Tasso non ci sono documenti in grado di poter ricostruire la sua storia. Esistono alcune immagini ottocentesche che mostrano l'imponenza del palazzo e la sua progressiva rovina. All'interno delle rovine si trova una targa, realizzata alla fine dell'Ottocento dalla provincia di Bergamo, che celebra la famiglia Tasso.
Chiesa dei santi Cornelio e Cipriano
La Chiesa dei Santi Cornelio e Cipriano e di Sant'Antonio di Padova è posta in posizione dominante, ed è testimonianza dell'architettura romanica sul territorio risalente al XII secolo. La torre campanaria è storta. La struttura ha avuto nel tempo molte modifiche. Oggi, grazie a una serire di lavori di restauro, sono visibili diversi cicli di affreschi risalenti al Quattrocento e Cinquecento. Nella chiesa si trovano anche diverse testimonianze legate alla famiglia Tasso.
Museo dei Tasso e della storia postale
Il Museo dei Tasso e della storia postale conserva documenti e oggetti legati alla storia della trasmissione delle informazioni, della posta e della Famiglia Tasso tra cui anche alcuni libri dei letterati Bernardo e Torquato Tasso. 

## Galleria d'immagini

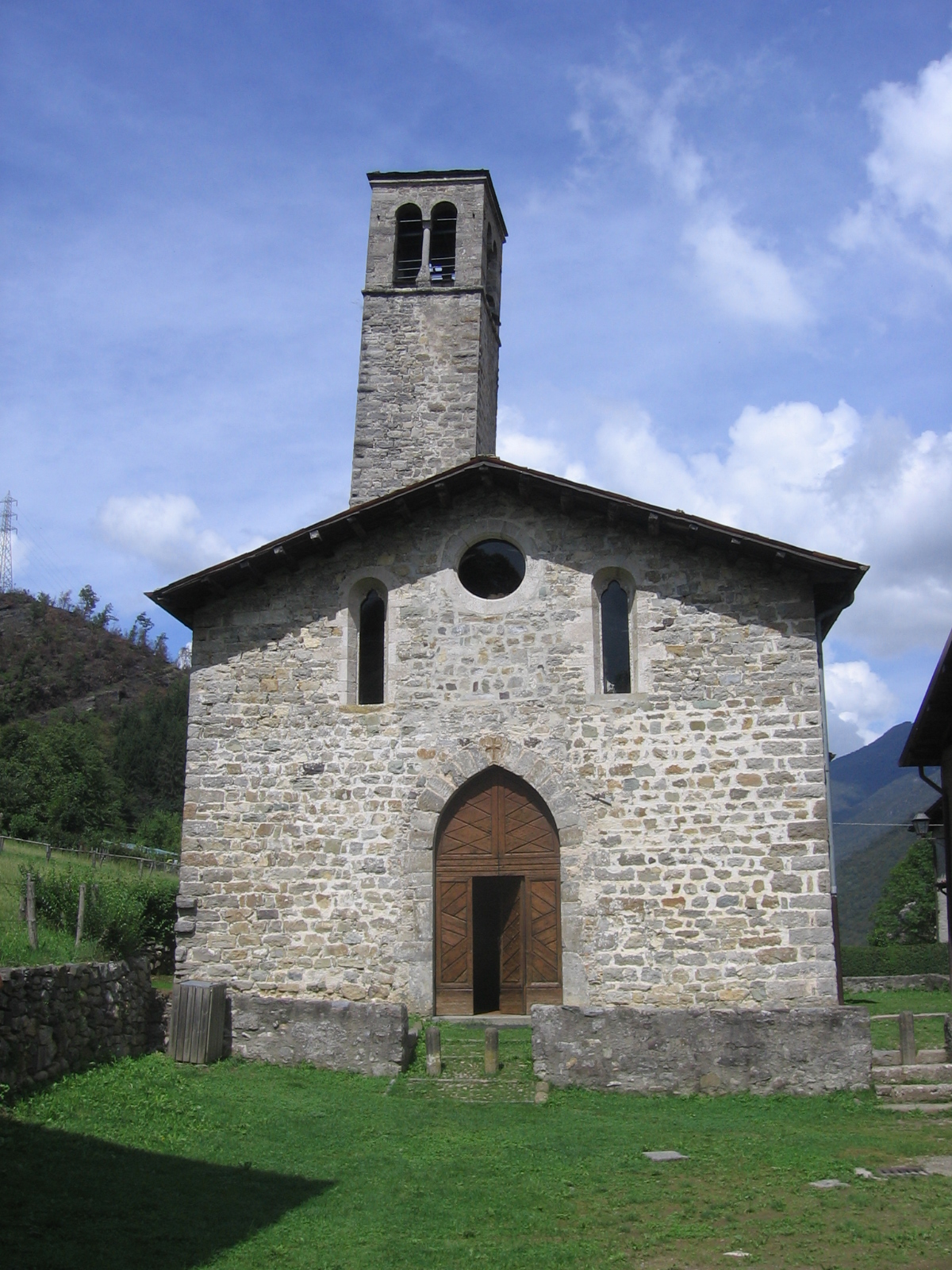
Chiesa di Cornello dei Tasso
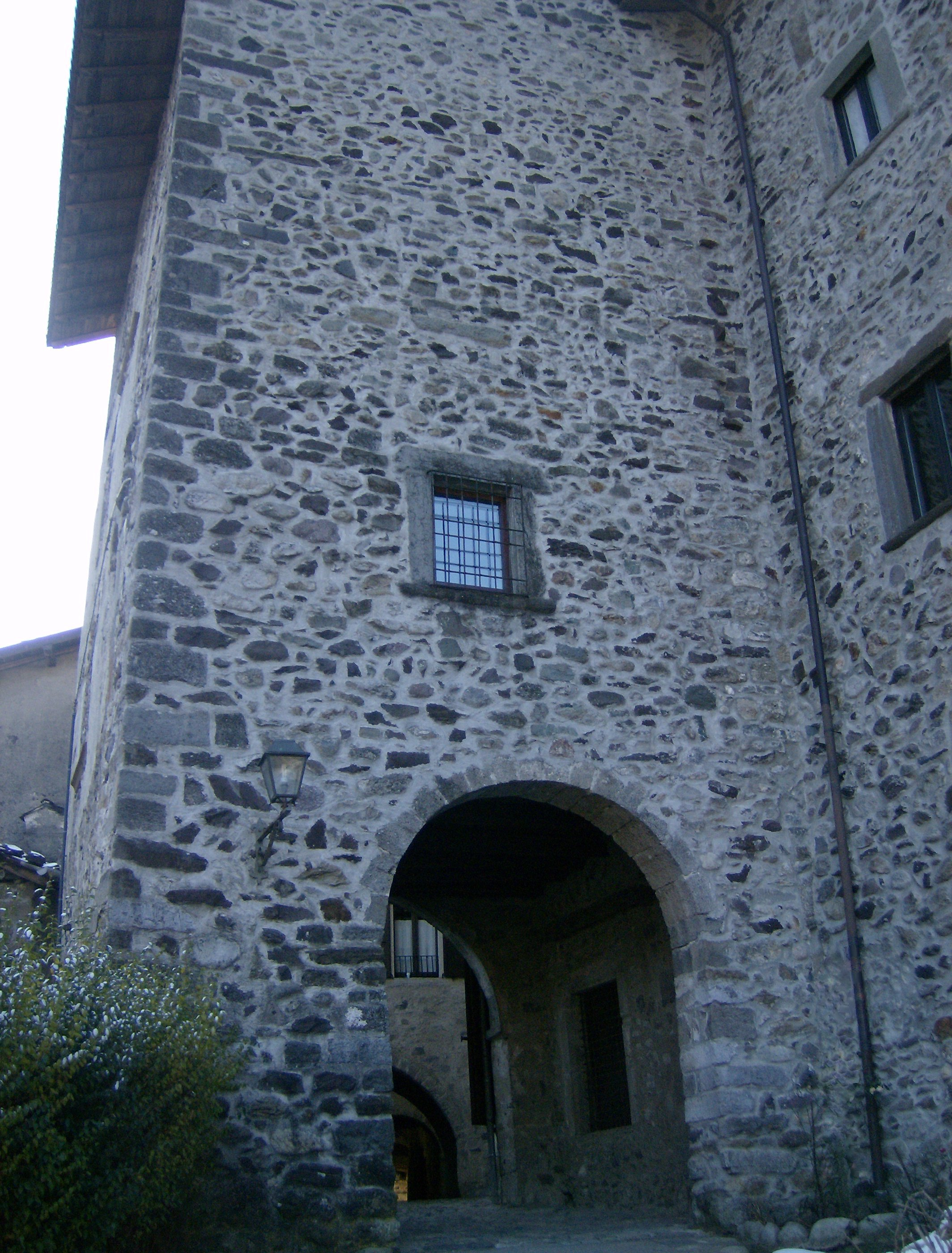
Ingresso al borgo
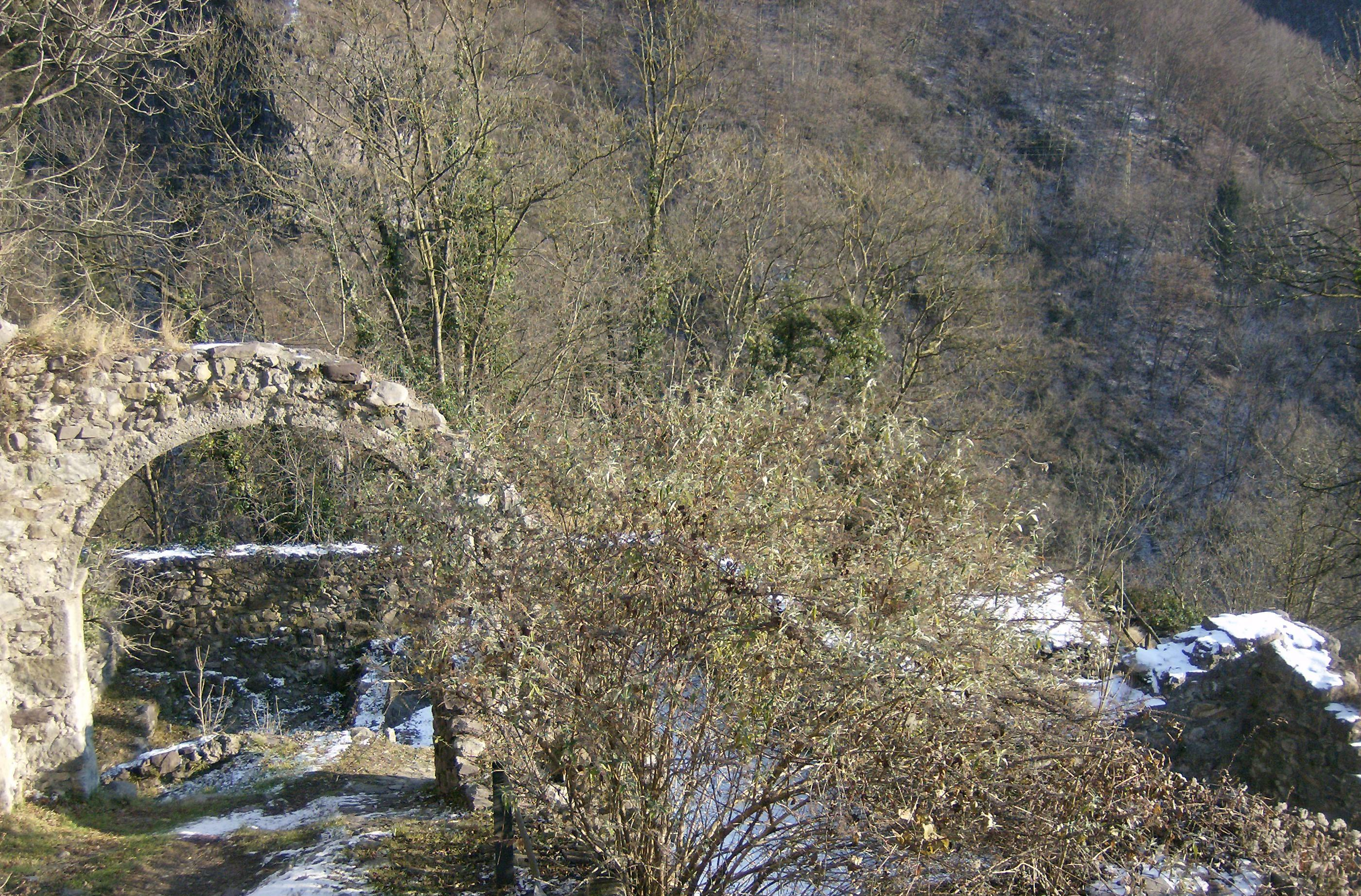
Resti del castello dei Tasso
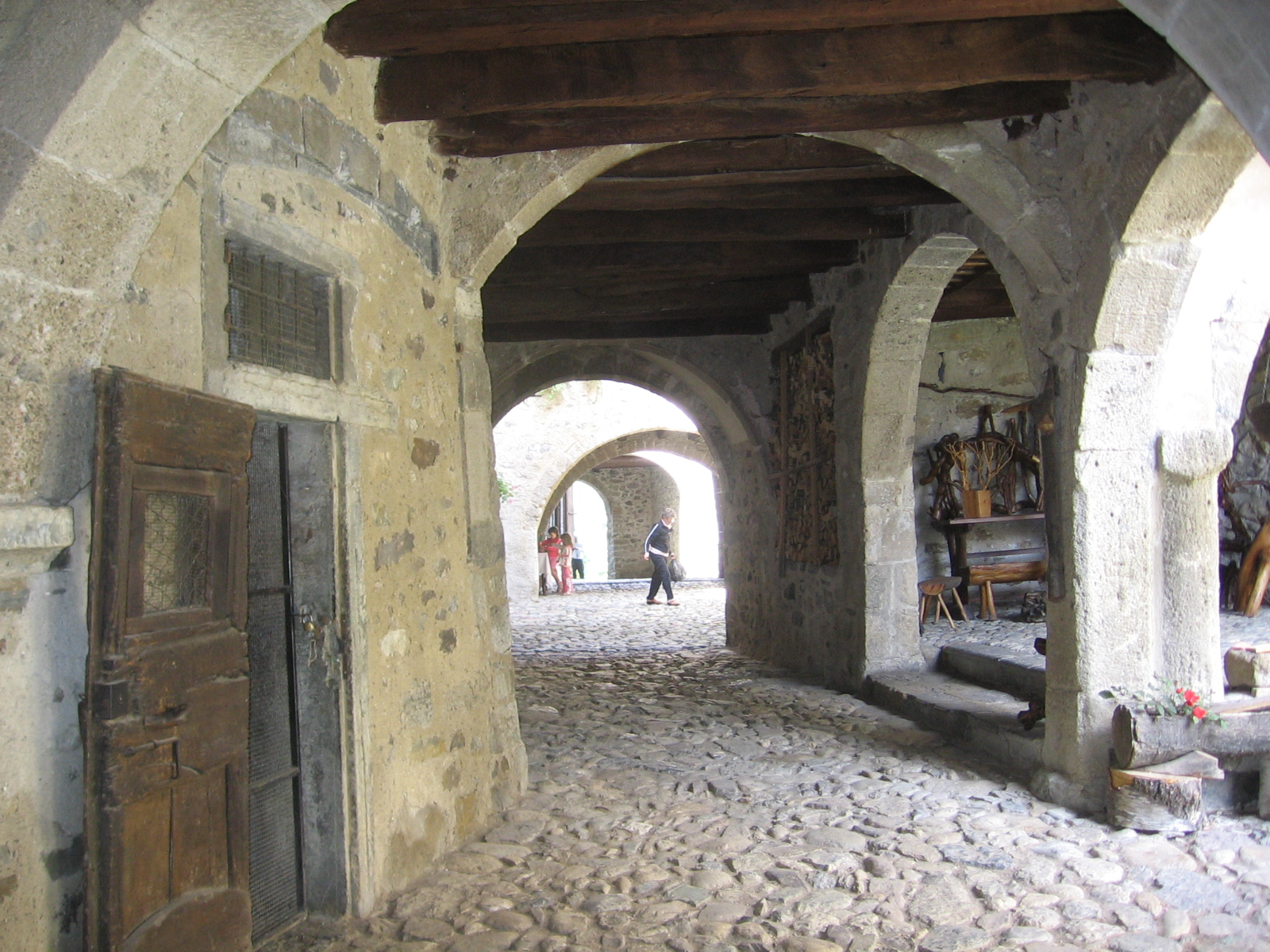
Strada porticata